# Phenolrot
Phenolrot ist ein Triphenylmethanfarbstoff und bildet die Basisverbindung der Familie der Sulfonphthaleine. Es wird als pH-Indikator eingesetzt und besitzt zwei Umschlagsbereiche. Bei einem pH unter etwa 0,9 ist die Farbe Rot, bei höherem pH Gelb bis die Farbe im Bereich von etwa pH 6,4 bis pH 8,2 von Gelb in Rotviolett übergeht.

## Darstellung
In einer Friedel-Crafts-Acylierung werden zwei Äquivalente Phenol und ein Äquivalent 2-Sulfobenzoesäureanhydrid in Gegenwart geringer Mengen konzentrierter Schwefelsäure oder Zinkchlorid umgesetzt.

## Eigenschaften
Phenolrot ist ein roter Feststoff mit schwachem Geruch.

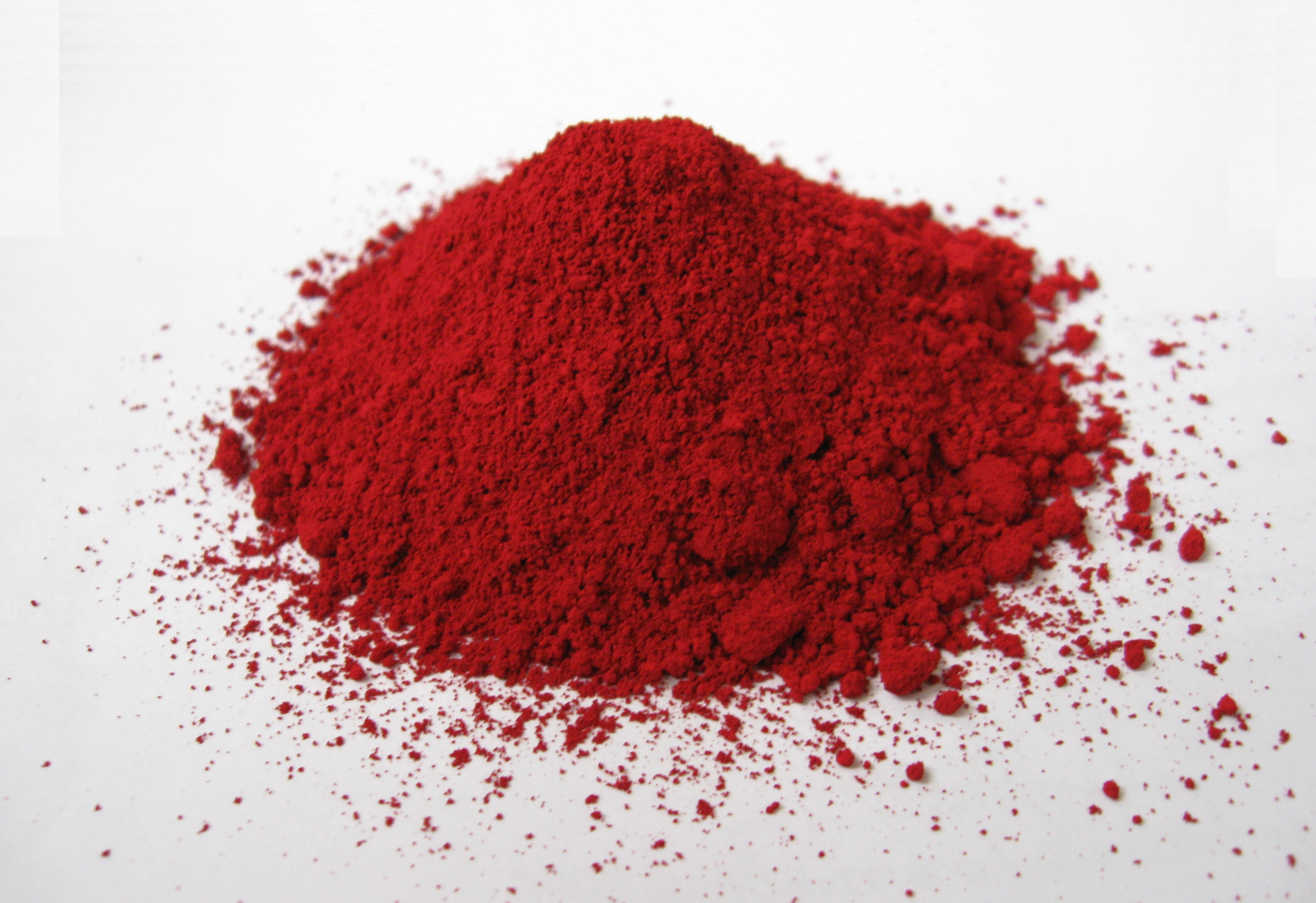
Phenolrot in Pulverform

Phenolrot enthält zwei Hydroxygruppen und einen wenig stabilen Sultonring. Im wässrigen Medium wird dieser Ring gespalten, und nach einer Umlagerung entsteht die chinoide gelb gefärbte Form des Farbstoffs. Dieses chinoide System kann im stark sauren Milieu (pH < 1) protoniert werden, wodurch die Lösung sich rot färbt. In neutralem Milieu (pH = 6,4–8,3) wird die Hydroxygruppe deprotoniert und die Lösung färbt sich rotviolett. Im stark basischen Bereich (pH > 14) erfolgt eine Anlagerung einer OH-Gruppe unter Bildung einer Triphenylmethanolstruktur. Phenolrot liegt dann als farbloses Trianion vor.
| Spezies  | H2In | HIn−  | In2−       |
| Struktur |      |       |            |
| pH       | < 1  | 1–7,3 | > 7,3      |
| Farbe    | Rot  | Gelb  | Rotviolett |

## Verwendung

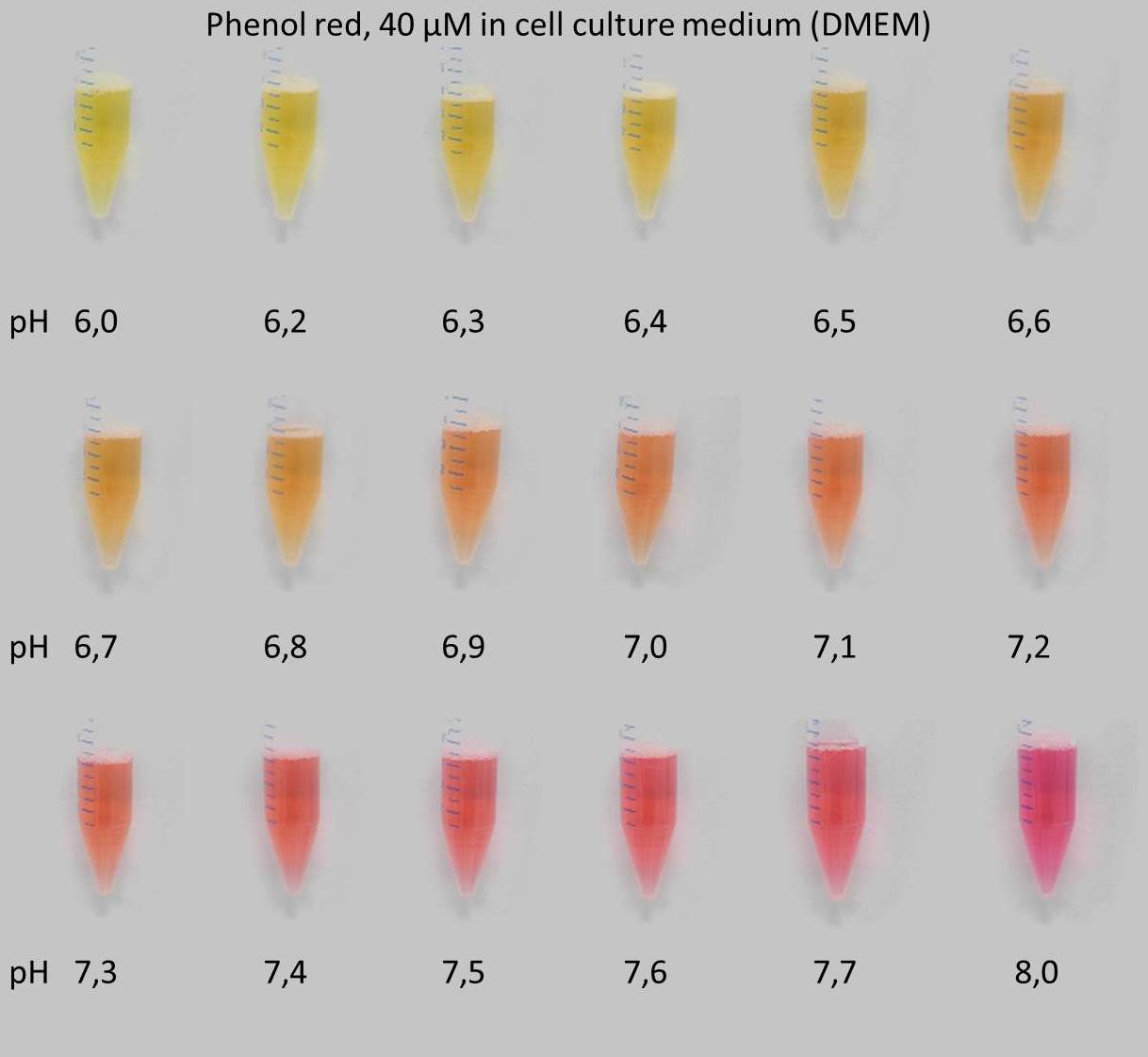
Phenolrot (40 µmol/l) in Zellkultur-Medium, pH 6,0 – 8,0

Phenolrot wird bei Säure-Base-Titrationen als Indikator eingesetzt, mit einem Umschlagsbereich zwischen pH 6,4 und 8,2. Der Farbwechsel erfolgt von Rotviolett im Basischen nach Gelb im Sauren. Da sich Phenolrot sehr schlecht in Wasser löst, wird die gebrauchsfertige Lösung hergestellt entweder durch
- Lösen von 0,1 g in 100 ml 20-prozentigem Ethanol oder durch
- Lösen von 0,04 g in 1,13 ml Natronlauge (0,1 mol/l) und anschließendem Auffüllen mit Wasser auf 100 ml.[8]

Phenolrot dient als pH-Indikator für Zellkulturmedien.
Früher wurde das Na-Salz des Phenolrots in der Medizin als Nierenfunktionsdiagnostikum verwendet, da es nach intravenöser Injektion fast ausschließlich renal eliminiert wird (Phenolrotprobe oder Phenolsulfonphthaleinprobe).